# Ophiomyia aeneonitens
Ophiomyia aeneonitens är en tvåvingeart som först beskrevs av Gabriel Strobl 1893.  Ophiomyia aeneonitens ingår i släktet Ophiomyia och familjen minerarflugor.
Artens utbredningsområde är Österrike. Inga underarter finns listade i Catalogue of Life.